# Pierre Nora
Pierre Nora (ur. 17 listopada 1931 w Paryżu, zm. 2 czerwca 2025 tamże) – francuski historyk pochodzenia żydowskiego. 
Jest zaliczany do trzeciej generacji Szkoły Annales. Zajmował się problematyką związaną z tożsamością i pamięcią. Członek Akademii Francuskiej (od 2001). Prywatnie związany był z Anne Sinclair, byłą żoną Dominique'a Straussa-Kahna.

## Wybrane publikacje
- 1961: Les Français d'Algérie, prefaced by Charles-André Julien (Julliard)
- 1962: „Ernest Lavisse: son rôle dans la formation du sentiment national” Revue historique issue 463
- 1970–1979: Vincent Auriol. Journal du Septennat 1947–1954 (Armand Colin)
- 1973: Faire de l'histoire (Gallimard)
- 1987: Essais d'ego-histoire (Gallimard)
- 1984–1992: Les Lieux de mémoire (Gallimard), abridged translation, Realms of Memory, Columbia University Press, 1996–1998
- 1999: Rethinking France: Les Lieux de mémoire, Volume 1: The State (University of Chicago Press)
- 2006: Rethinking France: Les Lieux de mémoire, Volume 2: Space (University of Chicago Press)
- 2009: Rethinking France: Les Lieux de mémoire, Volume 3: Legacies (University of Chicago Press)
- 2010: Rethinking France: Les Lieux de mémoire, Volume 4: Histories and Memories (University of Chicago Press)

## Publikacje w języku polskim
- Czas pamięci, przeł. Wiktor Dłuski, „Res Publica Nowa”, 2001, nr 7, s. 37-43.
- Czy Europa istnieje?, przeł. Kornelia Kończal, „Gazeta Wyborcza”, 11-12 sierpnia 2007, s. 21-22.
- Między pamięcią a historią: Les Lieux de Mémoire, „Tytuł roboczy: Archiwum”, 2009, nr 2, s. 4-12.